# Indian Wells Challenger 1993
L'Indian Wells Challenger 1993 è stato un torneo di tennis facente parte della categoria ATP Challenger Series nell'ambito dell'ATP Challenger Series 1993. Il torneo si è giocato a Indian Wells negli Stati Uniti dal 22 al 28 febbraio 1993 su campi in cemento.

## Vincitori

### Singolare
Jason Stoltenberg ha battuto in finale  Jared Palmer con il punteggio di 6–2, 6–1

### Doppio
Patrick Rafter /  Jason Stoltenberg hanno battuto in finale  Neil Borwick /  Simon Youl con il punteggio di 6–4, 6–3